# کایلی ورزوسا
کایلی فاوستو ورزوسا (انگلیسی: Kylie Fausto Verzosa؛ زادهٔ ۷ فوریهٔ ۱۹۹۲) بازیگر، مدل و ملکه زیبایی اهل فیلیپین است. او در سال ۲۰۱۶ در دو مسابقه ملکۀ زیبایی فیلیپین و دوشیزه بین‌الملل  به مقام نخست دست یافته و تاج برنده شدن را بر سر نهاد. او ششمین فیلیپینی است که تاج دوشیزه بین‌الملل را به دست آورده‌است.